# Evgeni Plushenko
Evgeni Plushenko (en russe : Евгений Викторович Плющенко), né le 3 novembre 1982 à Solnetchny, dans la région de Khabarovsk en Sibérie, est un patineur artistique russe.
Il est double champion olympique en 2006 et en 2014 par équipes, double vice-champion olympique en 2002 et en 2010, triple champion du  monde (2001, 2003, 2004), septuple champion d'Europe (2000, 2001, 2003, 2005, 2006, 2010, 2012), quadruple champion de la Finale du Grand Prix et décuple champion de Russie. Il est aussi l'un des ambassadeurs des Jeux olympiques d'hiver de 2014, organisés à Sotchi, en Russie.

## Biographie

### Carrière

#### Débuts et rivalité avec Alexeï Iagoudine
Plushenko commence à patiner à l'âge de 4 ans. Lorsqu'il a 11 ans, la patinoire de Volgograd, où il s'entraîne, doit être fermée. Il est donc envoyé à Saint-Pétersbourg où il a pour entraîneur Alexeï Michine.
Sous la tutelle de Michine, Plushenko fait d'énormes et rapides progrès qui sont remarqués sur la scène internationale. À l'âge de 14 ans, il  remporte les championnats du monde junior 1997. L'année suivante, âgé à peine de 15 ans, il obtient une médaille de bronze aux championnats du  monde senior 1998. La compétition est remportée par Aleksey Yagudin, l'autre étoile montante du patinage russe, également entraîné par Alexeï Michine.
Aleksey Yagudin et Plushenko développent une rivalité féroce. Finalement, Aleksey Yagudin décide de quitter Michine pour s'entraîner avec Tatiana Tarasova. Sa rivalité avec Plushenko se poursuit, les 2 patineurs se disputant les titres majeurs.
Lors des Jeux olympiques de 2002, Plushenko et Aleksey Yagudin sont considérés comme favoris. Aleksey Yagudin exécute un programme court quasi parfait, recevant une ovation debout du public et termine premier. De son côté, Plushenko manque sa combinaison quadruple-triple saut et est relégué à la 4e place après le programme court. Lors du programme libre, Plushenko livre une interprétation solide de son programme  sur la musique de Carmen et se hisse à la deuxième place du classement final. Aleksey Yagudin l'emporte en obtenant les plus hautes notes, pour un programme libre avec le système de notation du 6.0, de toute l'histoire olympique.

#### Domination  entre 2003 et 2006
Après la retraite de Iagoudine en automne 2003, Plushenko domine ses adversaires et remporte la plupart des compétitions auxquelles il  participe. Durant les trois années qui précèdent les Jeux olympiques de 2006, il est battu à seulement deux reprises dans les grandes compétitions auxquelles il participe. La première fois, il s'incline en finale du Grand Prix 2003/2004 devant Emanuel Sandhu ; la deuxième fois, il perd la  couronne du championnat d'Europe 2004 face à Brian Joubert. La saison 2004/2005 est toutefois difficile pour Plushenko. Il ne participe pas à la Finale du Grand Prix. Lors des championnats du monde 2005, qui ont lieu à Moscou, il déclare forfait, après le programme court, à la suite d'une blessure. Pour soigner celle-ci, Plushenko subit une opération au printemps 2005.
Le 18 juin 2005, Plushenko se marie avec Maria Ermak, une étudiante en sociologie de l'Université de Saint-Pétersbourg, lors d'une somptueuse réception à l'Hôtel Astoria à Saint-Petersbourg. Le couple donne naissance à un garçon nommé Egor Evguenievitch le 15 juin 2006. Toutefois, ils se séparent peu de temps après la naissance de leur enfant. Le divorce est officialisé en février 2008.
Pour les Jeux olympiques d'hiver de 2006, Plushenko est considéré comme le grand favori à cause de ses succès sous le nouveau système de  notation, expérimenté en 2003 et en vigueur depuis 2004, et qui est utilisé pour la première fois aux Jeux olympiques. Plushenko réalise deux programmes très solides et devient champion  Olympique. Après le programme court, où il établit un record de points, il a 10 points d'avance sur son plus proche rival. Son programme libre est tout aussi solide et le résultat final est également un record en termes de total de points.
Après les Jeux olympiques, Plushenko décide de prendre une pause, surtout  pour se reposer et guérir de vieilles blessures aux genoux.

#### Pause entre 2007 et 2009
En voyant les résultats décevants des patineurs russes aux championnats du monde 2007, les plus mauvais depuis 1960, Plushenko s'inquiète de ce que la Russie puisse perdre son statut de force dominante en patinage artistique. La fédération russe pourrait même perdre les places réservées aux meilleures nations pour les Jeux olympiques de 2010. En avril 2007, il annonce sa décision de revenir à la compétition pour la  saison 2007/2008 pour permettre à la Russie de garder son niveau de compétition face aux autres pays, jusqu'à ce que la nouvelle génération de patineurs russes puisse prendre la relève. Son retour sur la glace ne s'effectue finalement pas en 2007-2008. Plushenko affirme pourtant qu'il planifie de revenir pour les Jeux olympiques de 2010.
En 2008, Plushenko et le violoniste Edvin Marton accompagnent sur la scène le  chanteur Dima Bilan chantant pour la Russie, lors du 53e Concours Eurovision de la chanson 2008 en direct de Belgrade en Serbie. Plushenko patine sur la scène lors de la performance de Bilan, qui remporte le concours avec la chanson Believe.

#### Retour en 2009-2010
En mars 2009, Plushenko annonce qu'il a recommencé l'entraînement, avec Alexeï Michine, dans l'optique de participer aux Jeux olympiques 2010. Le 12 septembre 2009, il se marie avec Iana Roudkovskaïa, la productrice de disque de Dima Bilan.
Le 26 décembre 2009, il devient, pour la 8e fois, champion de Russie, qu'il représente donc aux Championnats d'Europe de patinage artistique 2010. Lors du programme court de ces championnats, réalisé sur la même musique qu'à ses débuts dans cette compétition en 1998, il obtient la plus haute note jamais obtenue (91,30) depuis l'instauration du nouveau système de notation, battant ainsi son propre record des Jeux olympiques de Turin en 2006. Il termine également premier du programme libre et remporte son 6e titre de champion d'Europe, devant Stéphane Lambiel et Brian Joubert.
Le 18 février 2010, il remporte la médaille d'argent aux Jeux olympiques de Vancouver en 2010, derrière l'Américain Evan Lysacek. Déçu, il termine derrière un Américain qui n'a pas effectué de quadruple saut.

### Pause en 2010/2011 puis retour en 2011-2012
Fin décembre 2011, Plushenko remporte son 9e titre de champion de Russie. Le 28 janvier 2012, il obtient son 7e titre de champion d'Europe devant Artur Gachinski et Florent Amodio. À cette occasion, il annonce qu'il ne participera pas aux championnats du monde en mars 2012 à Nice en raison d'une blessure au genou. Il envisage cependant de participer aux Jeux olympiques d'hiver de 2014, à Sotchi. Il parvient à s'y qualifier et participe au concours par équipes où il est sacré avec la Russie, remportant sa deuxième médaille d'or olympique et sa quatrième en tout. Cependant, physiquement fragile après une opération du dos, il est contraint de déclarer forfait quelques minutes avant son programme court dans l'épreuve individuelle. Quelques heures après sa chute à l'échauffement, il déclare prendre sa retraite après six ans de problèmes physiques.

### Gestes techniques
- Un des rares patineurs à exécuter la pirouette Biellmann ;
- Premier patineur à exécuter une combinaison de quadruple boucle piqué-triple boucle piqué-double boucle (Trophée NHK 1999). Il a exécuté et réussi cette combinaison 26 fois depuis ;
- Premier patineur à réussir une combinaison de quadruple boucle piqué-triple boucle piqué-triple boucle (Coupe de Russie 2002). Il a réussi cette combinaison 4 fois depuis ;
- Premier patineur à réussir une combinaison de triple boucle-triple boucle-triple boucle-double boucle, lors du Ard Gala 2005 ;
- Lors d'un programme d'exhibition aux championnats d'Europe, il a réussi une combinaison de 6 sauts (3-3-2-2-2-2) {{Faut sourcer}} ;
- Plus jeune patineur à recevoir la note parfaite de 6.0 (à 16 ans). Il a reçu au total 75 notes parfaites de 6.0 avant que le nouveau système de notation soit en vigueur.

Plushenko a atterri une quantité considérable de quadruples boucles piquées en compétition de façon constante. Il a également réussi un quadruple Salchow lors du Second Stage of Cup of Russia en 2004. Plushenko aurait réussi un total d'environ 100 quadruples sauts en compétition lors de sa carrière. Il est également un des rares patineurs à avoir atterri des quadruples boucles et des quadruples Lutz à l'entraînement, mais il ne les a jamais exécutés en compétition.

## Palmarès
| Compétition                       | 1996    | 1997    | 1998    | 1999    | 2000    | 2001    | 2002    | 2003    | 2004    | 2005    | 2006    | 2007    | 2008    | 2009    | 2010    | 2011    | 2012    | 2013    | 2014    |
| Jeux olympiques d'hiver           |         |         |         |         |         |         | 2e      |         |         |         | 1er     |         |         |         | 2e      |         |         |         | F       |
| Championnats du monde             |         |         | 3e      | 2e      | 4e      | 1er     | F       | 1er     | 1er     | A       |         |         |         |         | F       |         |         |         |         |
| Championnats d’Europe             |         |         | 2e      | 2e      | 1er     | 1er     | F       | 1er     | 2e      | 1er     | 1er     |         |         |         | 1er     |         | 1er     | A       |         |
| Championnats de Russie            | 6e      | 4e      | 3e      | 1er     | 1er     | 1er     | 1er     | F       | 1er     | 1er     | 1er     | F       | F       | F       | 1er     | F       | 1er     | 1er     | 2e      |
| Championnats du monde juniors     | 6e      | 1er     |         |         |         |         |         |         |         |         |         |         |         |         |         |         |         |         |         |
|                                   |         |         |         |         |         |         |         |         |         |         |         |         |         |         |         |         |         |         |         |
| Grand Prix ISU                    | 1995/96 | 1996/97 | 1997/98 | 1998/99 | 1999/00 | 2000/01 | 2001/02 | 2002/03 | 2003/04 | 2004/05 | 2005/06 | 2006/07 | 2007/08 | 2008/09 | 2009/10 | 2010/11 | 2011/12 | 2012/13 | 2013/14 |
| Finale du Grand Prix              |         |         | 5e      | 3e      | 1er     | 1er     | 2e      | 1er     | 2e      | 1er     |         |         |         |         |         |         |         |         |         |
| Skate America                     |         |         | 2e      |         |         |         |         |         |         |         |         |         |         |         |         |         |         |         |         |
| Skate Canada                      |         |         |         | 1er     |         |         |         |         | 1er     |         |         |         |         |         |         |         |         |         |         |
| Coupe d'Allemagne                 |         |         |         |         | 1er     | 1er     | 1er     | 1er     |         |         |         |         |         |         |         |         |         |         |         |
| Trophée de France                 |         |         |         |         |         |         |         |         | 1er     |         |         |         |         |         |         |         |         |         |         |
| Coupe de Russie                   |         | 4e      | 2e      | 2e      | 1er     | 1er     | 1er     | 1er     | 1er     | 1er     | 1er     |         |         |         | 1er     |         |         |         |         |
| Trophée NHK                       |         |         |         | 1er     | 1er     | 1er     |         |         |         |         |         |         |         |         |         |         |         |         |         |
| Légende : F= Forfait ; A= Abandon |         |         |         |         |         |         |         |         |         |         |         |         |         |         |         |         |         |         |         |

## Sources
- (en) Cet article est partiellement ou en totalité issu de l’article de Wikipédia en anglais intitulé « Evgeni Plushenko » (voir la liste des auteurs).